# Øystein Gåre
Øystein Gåre (30 giugno 1954 – 18 settembre 2010) è stato un allenatore di calcio norvegese.

## Biografia
Morì di tumore il 18 settembre 2010.

## Carriera

### Allenatore
Gåre legò la maggior parte della carriera da allenatore al Bodø/Glimt. Ne fu tecnico dal 1985 al 1989, poi dal 1997 al 1998 e infine dal 2001 al 2004. Portò il club fino alla finale di Coppa di Norvegia 2003, persa poi contro il Rosenborg. Nello stesso anno, ricevette il premio Kniksen come miglior allenatore del campionato. Il 1º gennaio 2007 diventò commissario tecnico della Norvegia under 21. A causa della sua malattia, dovette lasciare l'incarico nel 2010. Fu Tor Ole Skullerud a sostituirlo per le ultime tre gare di qualificazione al campionato europeo Under-21 2011.

## Palmarès

### Individuale
- Miglior allenatore del campionato norvegese: 1

2003